# Natanael de Sousa Santos Júnior
Natanael de Sousa Santos Júnior (Mortugaba, 25 dicembre 1985) è un ex calciatore brasiliano, di ruolo attaccante.

## Caratteristiche tecniche
È un centravanti.

## Carriera
Nel 2014, con la maglia del Suwon Bluewings, si è laureato capocannoniere della K League Classic con 14 reti.